# 莫拉 (明尼苏达州)
莫拉（英語：Mora）是一個位於美國明尼蘇達州卡內貝克縣的都市。根據2010年美國人口普查，該地共人口3571人，而該地的面積約為13.65平方千米。同時該地也是卡內貝克縣的縣治。

## 地理
莫拉的座標為45°52′26″N 93°17′38″W / 45.87389°N 93.29389°W，而該地的平均海拔高度為308米（即1010英尺）。